# Archie Kao
Archie David Kao (Washington, 14 dicembre 1969) è un attore statunitense.
È conosciuto principalmente per il ruolo di Archie Johnson nella serie televisiva CSI - Scena del crimine e anche per il ruolo di Kai Chen in Power Rangers Lost Galaxy.

## Biografia
Archie Kao nasce a Washington D.C. da genitori di origini cinesi. Frequenta la George Mason University, dove è membro  della confraternita Sigma Chi e si laurea in Comunicazione e Linguaggio. Sempre alla George Mason University viene eletto "Homecoming King" e nominato presidente del corpo studentesco. Prima di diventare attore, aveva progettato di frequentare una scuola di giurisprudenza poiché il suo sogno era quello di lavorare nella politica.
Kao parla e capisce un rudimentale cinese in quanto è cresciuto in una famiglia bilingue, e ha studiato francese per sei anni. Ha due sorelle. Condivide lo stesso giorno di nascita con l'attrice Thuy Trang (1973-2001) famosa per aver recitato nella serie televisiva Mighty Morphin Power Rangers dal 1993 al 1994, nel ruolo di Trini Kwan, la prima Yellow Ranger. Nel 2006 è stato nominato uno degli Hottest Bachelors dalla rivista People Magazine. Attualmente vive a Los Angeles.

## Filmografia

### Cinema
- Milk and Honey, regia di Amy Lowe Starbin (1998)
- The One, regia di James Wong (2001)
- Thank Heaven, regia di John Asher (2001)
- Local Boys, regia di Ron Moler (2002)
- Purpose, regia di Alan Ari Lazar (2002)
- Fast Money, regia di Jerry Chan - cortometraggio (2006)
- Le colline hanno gli occhi 2 (The Hills Have Eyes II), regia di Martin Weisz (2007)
- Il ventaglio segreto (Snow Flower and the Secret Fan), regia di Wayne Wang (2011)
- Halloween Night, regia di Terence M. O'Keefe - cortometraggio (2011)
- Incentivus, regia di Timothy Tau - cortometraggio (2012)
- Keye Luke, regia di Timothy Tau - cortometraggio (2012)
- The People I've Slept With, regia di Quentin Lee (2012)
- Tea, regia di Channing Huang - cortometraggio (2012)
- A Better Place Than This, regia di Daniel Grove - cortometraggio (2012)
- Yi wai de lian ai shi guang, regia di Zhi Li (2013)
- The Deathday Party, regia di Eddie Tse (2014)
- Blackhat, regia di Michael Mann (2015)
- Bie you dong ji, regia di Arthur Wong (2015)
- Pei an dong ni du guo man chang sui yue, regia di Janet Chun (2015)
- The Adventures of Wei Bao Bao, regia di Brand Tan (2016)
- Into the Rainbow, regia di Norman Stone e Gary Wing-Lun Mak (2017)
- Gu jian qi tan zhi liu yue zhao ming, regia di Renny Harlin (2018)
- Dream Breaker, regia di Han Yan (2018)

### Televisione
- Absolutely Rose Street, regia di Patrico Sinare – film TV (1994)
- Maybe This Time – serie TV, episodi 1x13 (1996)
- Codice d'emergenza (L.A. Firefighters) – serie TV, episodi 2x6 (1996)
- The Player, regia di Mark Piznarski – film TV (1997)
- Ancora una volta (Once and Again) – serie TV, episodi 1x6-1x8 (1999)
- Power Rangers Lost Galaxy – serie TV, 45 episodi (1999)
- Power Rangers Lightspeed Rescue – serie TV, episodi 1x12-1x29-1x30 (2000)
- Meine Tochter ist keine Mörderin, regia di Sherry Hormann – film TV (2002)
- Due gemelle a Roma (When in Rome), regia di Steve Purcell – film TV (2002)
- Century City – serie TV, episodi 1x12 (2004)
- E.R. - Medici in prima linea (ER) – serie TV, episodi 10x19-10x20 (2004)
- Huff – serie TV, episodi 1x7 (2004)
- Heroes – serie TV, episodi 1x5 (2006)
- Desperate Housewives – serie TV, episodi 4x13 (2008)
- CSI - Scena del crimine (CSI: Crime Scene Investigation) – serie TV, 100 episodi (2001-2012)
- Chicago P.D. – serie TV, 15 episodi (2014)
- Ze tian ji – serie TV (2017)
- Na Nian Hua Kai Yue Zheng Yuan – serie TV, 8 episodi (2017)
- Sunset Glory: Doolittle's Heroes – serie TV (2017)
- Love is in the Air – serie TV (2018)
- My Dear Boy – serie TV, 11 episodi (2017-2018)
- Never Gone – serie TV (2018)
- The Flight Attendant – serie TV, episodi 1x5 (2020)

## Doppiatori italiani
Nelle versioni in italiano delle opere in cui ha recitato, Archie Kao è stato doppiato da:
- Gianfranco Miranda in Desperate Housewives
- Alessandro Rigotti in Chicago P.D.
- Maurizio Fiorentini in CSI - Scena del crimine
- Raffaele Palmieri in CSI - Scena del crimine (ep. 8x12)
- Simone D'Andrea in Power Rangers Lost Galaxy
- Marco De Risi ne Il ventaglio segreto